# Federico Errázuriz Echenique
Federico Errázuriz Echenique (Santiago, 4 de marzo de 1880 - Santiago, 9 de septiembre de 1903) fue un abogado y político chileno.

## Biografía
Nació en Santiago, el 4 de marzo de 1880. Hijo de la primera dama Gertrudis Echeñique Mujica y del presidente de la República Federico Errázuriz Echaurren. Era soltero.
Estudió en el Colegio San Ignacio 1890-1891. Licenciado en Leyes en 1903.
Influido por su padre, militó en el Partido Liberal (PL). Fue elegido diputado por San Fernando, para el período 1903-1906. Ocupó la segunda vicepresidencia de la Cámara de Diputados desde el 2 de junio de 1903 al 3 de junio de 1904 (de facto). Presidió la Comisión de Guerra y Marina.
Falleció el 9 de septiembre de 1903 a los 23 años, siendo diputado, se le considera uno de los parlamentarios más jóvenes de la historia de Chile.